# Marsupella bolanderi
Marsupella bolanderi là một loài rêu tản trong họ Gymnomitriaceae. Loài này được (Austin) Underw. miêu tả khoa học lần đầu tiên năm 1890.